# Fougerolles-du-Plessis
Pour les articles homonymes, voir Fougerolles.
Fougerolles-du-Plessis est une commune française, située dans le département de la Mayenne en région Pays de la Loire, peuplée de 1 186 habitants.
La commune fait partie de la province historique du Maine, et se situe dans le Bas-Maine.

## Géographie
Sur la ligne de partage des eaux, la commune est arrosée par diverses rivières, la Colmont se jetant dans l'Atlantique via la Mayenne, la Maine puis la Loire et la Cambre se jetant dans la Manche, en baie du mont Saint-Michel via la Sélune.

### Communes limitrophes
| Buais-Les-Monts (comm. dél. de Buais, Manche) | Buais-Les-Monts (comm. dél. de Buais, Manche) | Le Teilleul (comm. dél. de Heussé, Manche), |
| Landivy                                       | Fougerolles-de-Plessis                        | Désertines                                  |
| La Dorée                                      | La Dorée                                      | Désertines                                  |

### Climat
Pour des articles plus généraux, voir Climat des Pays de la Loire et Climat de la Mayenne.
En 2010, le climat de la commune est de type climat océanique franc, selon une étude du CNRS s'appuyant sur une série de données couvrant la période 1971-2000. En 2020, Météo-France publie une typologie des climats de la France métropolitaine dans laquelle la commune est exposée à un climat océanique et est dans une zone de transition entre les régions climatiques « Bretagne orientale et méridionale, Pays nantais, Vendée » et « Moyenne vallée de la Loire ». 
Pour la période 1971-2000, la température annuelle moyenne est de 10,5 °C, avec une amplitude thermique annuelle de 13,2 °C. Le cumul annuel moyen de précipitations est de 926 mm, avec 13,9 jours de précipitations en janvier et 8,1 jours en juillet. Pour la période 1991-2020, la température moyenne annuelle observée sur la station météorologique de Météo-France la plus proche, « Saint-Mars/la-Futa », sur la commune de Saint-Mars-sur-la-Futaie à 5 km à vol d'oiseau, est de 11,3 °C et le cumul annuel moyen de précipitations est de 929,3 mm,. Pour l'avenir, les paramètres climatiques de la commune estimés pour 2050 selon différents scénarios d'émission de gaz à effet de serre sont consultables sur un site dédié publié par Météo-France en novembre 2022.

## Urbanisme

### Typologie
Au 1er janvier 2024, Fougerolles-du-Plessis est catégorisée commune rurale à habitat dispersé, selon la nouvelle grille communale de densité à sept niveaux définie par l'Insee en 2022.
Elle est située hors unité urbaine et hors attraction des villes,.

### Occupation des sols
L'occupation des sols de la commune, telle qu'elle ressort de la base de données européenne d’occupation biophysique des sols Corine Land Cover (CLC), est marquée par l'importance des territoires agricoles (97,9 % en 2018), une proportion sensiblement équivalente à celle de 1990 (98,1 %). La répartition détaillée en 2018 est la suivante : 
prairies (43,9 %), zones agricoles hétérogènes (32,2 %), terres arables (21,9 %), zones urbanisées (2,1 %). L'évolution de l’occupation des sols de la commune et de ses infrastructures peut être observée sur les différentes représentations cartographiques du territoire : la carte de Cassini (XVIIIe siècle), la carte d'état-major (1820-1866) et les cartes ou photos aériennes de l'IGN pour la période actuelle (1950 à aujourd'hui).

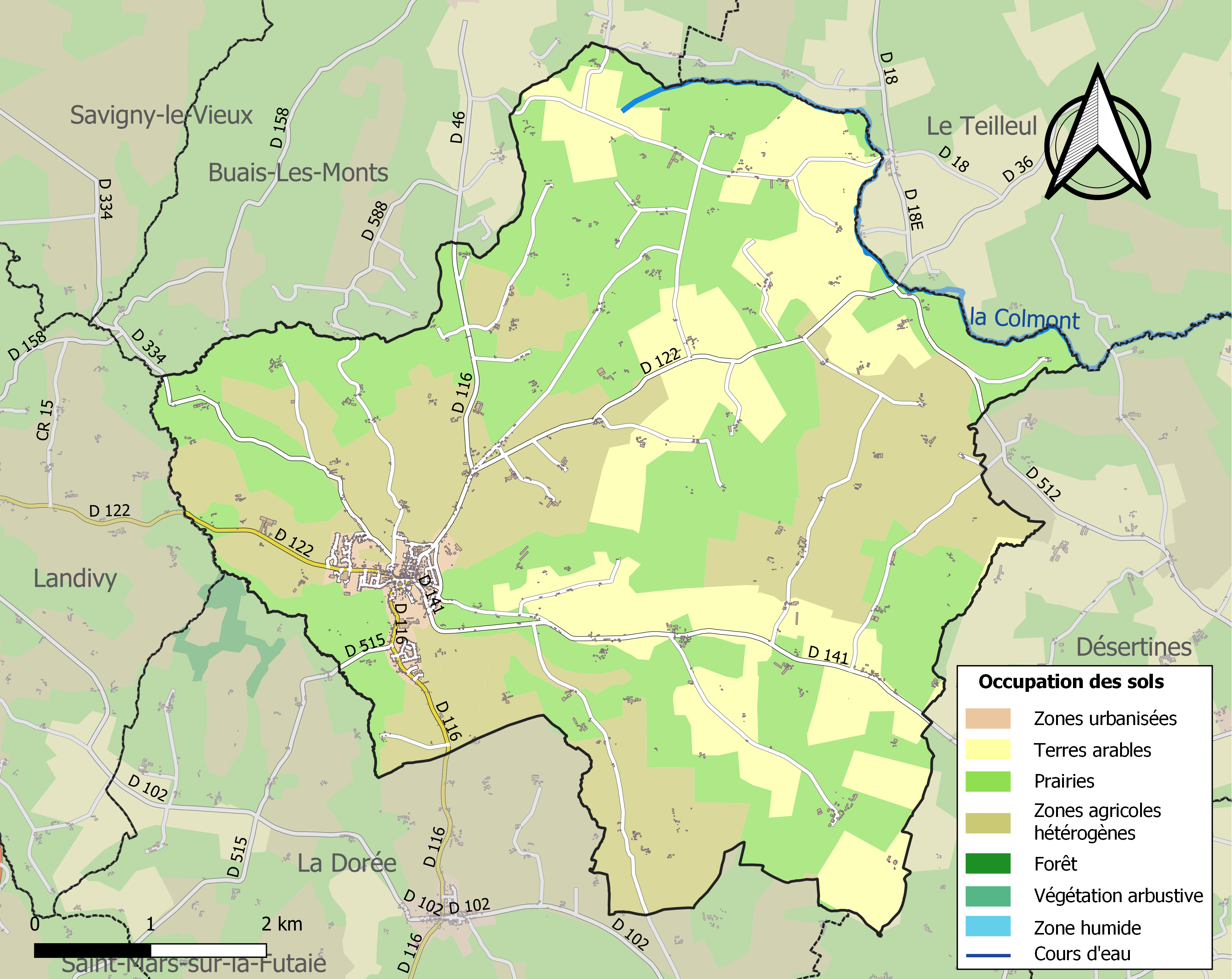
Carte des infrastructures et de l'occupation des sols de la commune en 2018 (CLC).

## Toponymie
Le gentilé est Fougerollais".

## Histoire
La première trace historique est apparue avec la découverte, fin 1918, d'un polissoir sur un gué d'un vieux chemin près du village de la Haute Thomassière. Ce polissoir a été déposé au musée de Mayenne. En 1845, un trésor de 150 monnaies romaines a été trouvé au Plessis.

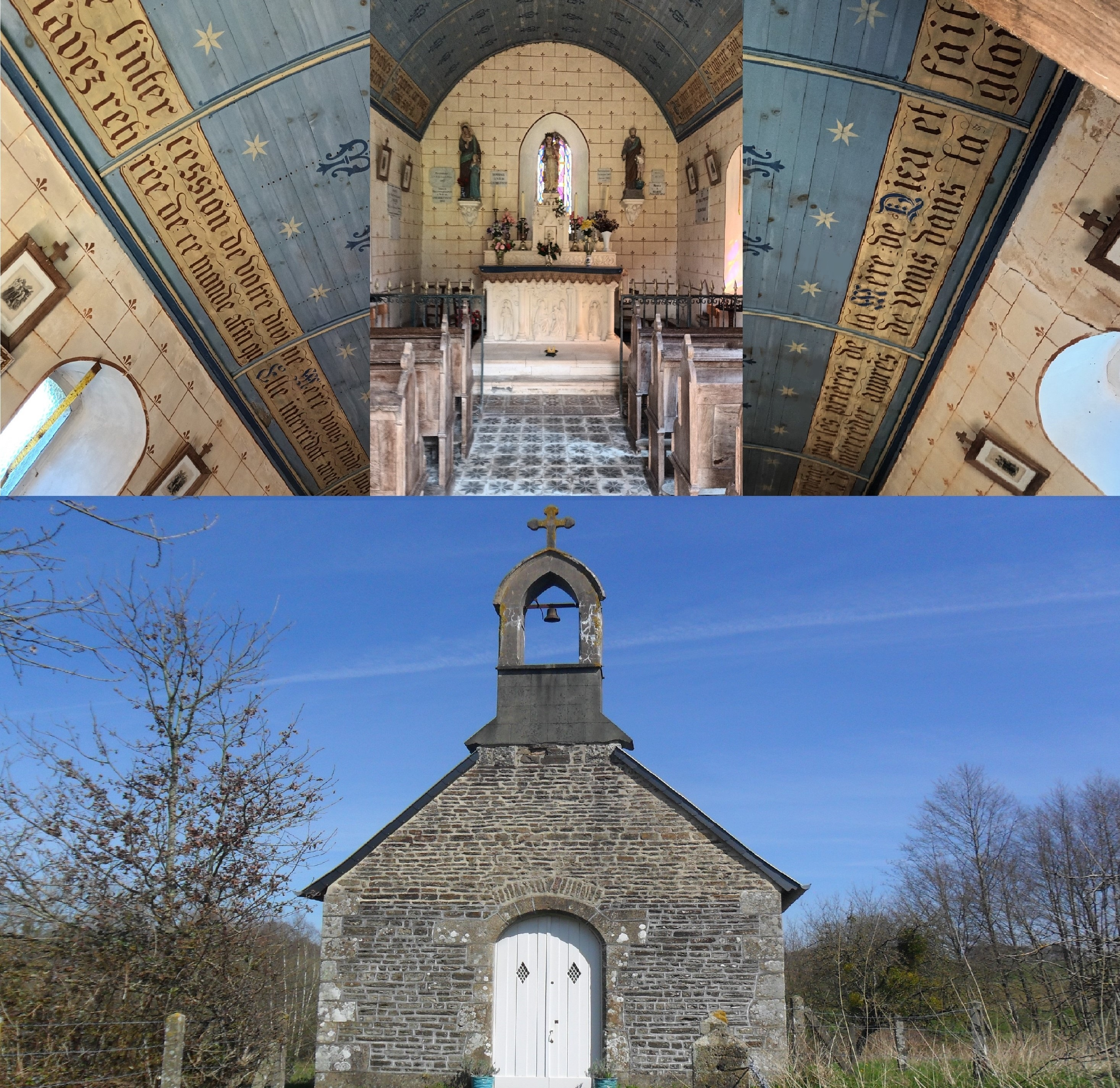
Courbefosse (chapelle)

Au XIIe siècle, de nombreux documents liés à l'abbaye de Savigny, font état de concessions et règlements sur les terres de Fougerolles du Plessis : concessions faites en 1137 par Guillaume de l'Écluse, vers 1250, don par Raoul, curé de Fougerolles des Ermites de Courbefosse. En un lieu nommé Courbefosse, deux ermites, contemporains de saint Vital, fondateur de l'abbaye de Savigny, avaient caché leurs vies pénitentes et laborieuses au bord d'un ruisseau venant de Goué et courant vers la vallée de Savigny. Soit avant de mourir, soit avant d'entrer au monastère de Savigny, ils donnèrent à Vital leur ermitage. C'est cette donation qui fut confirmée par le curé de Fougerolles.
En 1410, Guy XIII de Laval devient seigneur de Fougerolles du Plessis.
À cette époque, deux seigneuries concurrentes existaient, l'une à Goué, l'autre à la Hautonnière.
En 1463, il y avait à la Hautonniére quatre maisons et une chapelle. En 1626, le manoir se composait d'un grand corps de logis bâti en potence, d'une chapelle, d'un colombier avec un grand étang alimenté par la Colmont, dont la moitié se trouvait en Normandie. En 1655, les constructions étaient entourées de douves et de forêts.
Le 23 juin 1519, la seigneurie de Fougerolles-du-Plessis est vendue à Patrice de Goué.
En 1790, Fougerolles-du-Plessis est chef-lieu de canton (Fougerolles-du-Plessis, La Dorée, Désertines et Vieuvy[réf. nécessaire]). Il perd ce titre en 1801 et devient commune du canton de Landivy. La commune de Fougerolles rajoute du-Plessis à son nom en 1897.
En juillet 1794, le château de Goué est attaqué et mis à sac par les gardes nationaux résidant à Fougerolles-du-Plessis.

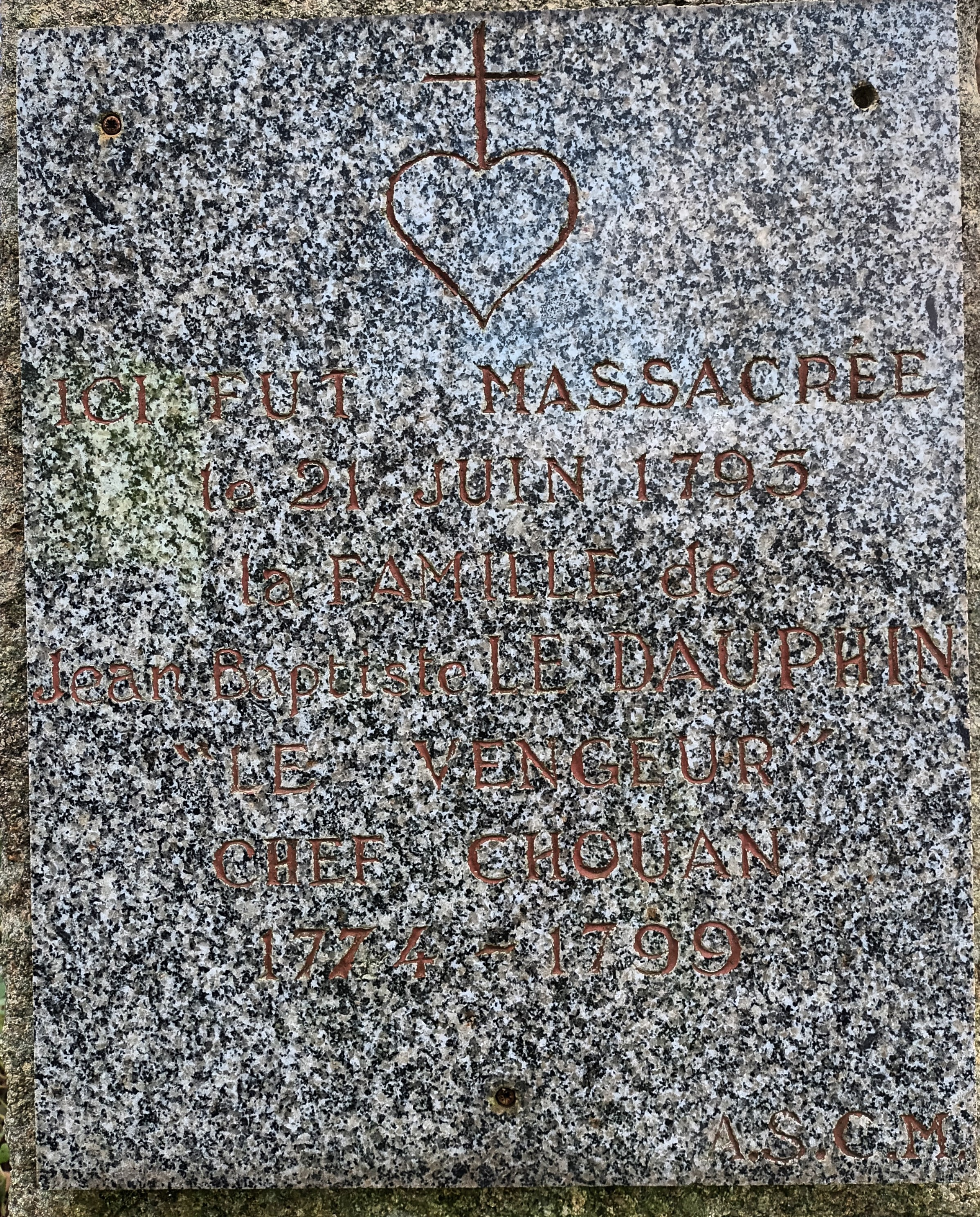
Inscription sur la stèle où la D512 rejoint la D122.

Au printemps 1795, la chouannerie s'étend dans le district de Mayenne, qui se range sous les ordres de Louis de Frotté. Des bandes d'insurgés s'organisent dans les environs d'Ernée, Gorron, Ambrières et Fougerolles. En juin 1795, une tragédie se déroule au château de la Hautonnière, appartenant à la famille de Valory. Là habitait, en qualité de régisseur, un homme âgé et respectable nommé Le Dauphin. Un de ses fils était parti pour l'armée. De retour de garnison à Valognes, il arrive à la Hautonniére le 24 juin et constate que le château avait été pillé et était abandonné. Les patriotes républicains, soupçonnant que des prêtres et des royalistes trouvaient refuge et secours au château l'avaient envahi et avaient égorgé sa mère et ses deux sœurs. C'est à partir de là que le fils Jean-Baptiste Le Dauphin décide de rejoindre les rangs des royalistes sous le nom de guerre de Le Vengjeur. Il parvint à réunir une troupe assez nombreuse dans les environs de Fougerolles et d'Ernée. Il eut le titre de chef de canton. Lors de la pacification de 1796, il s'éloigna du pays. Il revint à Fougerolles lors de la reprise d'armes de 1799. Il périt les armes à la main le 24 juillet 1799 à Dompierre-du-Chemin.
Fin mai 1796, le comte d'Alba arrive avec 300 Chouans sur la commune de Buais. Il établit son camp au moulin de Gillot. Quelques heures plus tard, les colonnes mobiles de Fougerolles, Gorron et Landivy, averties par des espions, accourent pour surprendre le camp et cernent le moulin. Les Chouans se défendent et sont finalement défaits. D'Alba est tué, les bleus massacrent le meunier et jettent son corps sous la meule du moulin.

### Résistance
De 1939 à 1945, ce fut un haut lieu de Résistance. En 1942, on fait disparaître discrètement les traces d'un avion anglais abattu et son pilote.
Un noyau se forme à partir de 1942 autour de Raymond Derenne. En novembre 1942, à la nouvelle du débarquement en Afrique du Nord, la Marseillaise est chantée dans les rues par des membres du club local de football (US Fougerolles). Un groupe de résistance se constitue et s'organise en 1943, autour de ce club. Il est, courant 1943, affilié à l'organisation des Francs-tireurs et partisans (FTP) dont le commandant est Loulou Pétri de Louvigné-du-Désert, appelé encore Loulou Tanguy. L'atelier de mécanique Derenne devient un centre de camouflage des vélos volés, et redistribués à la Résistance.
Le groupe est démantelé en décembre 1943, à l'arrestation de Raymond Derenne. Un parachutage d'armes est annulé à la suite des arrestations effectuées par la milice. Début 1944, son frère Julien Derenne permet sa renaissance.
Sous la direction de Pétri et de Claude de Baissac, des parachutages d'armes sont organisés au lieu-dit Panama, proche de la ferme de Chamossay, les 28 juin, 30 juin, 1er juillet et 8 juillet 1944. Lors de ce dernier parachutage, le capitaine Jack Hayes, dit Éric, est également parachuté. Il a la charge de mener la mission Helsmann, qui consiste à informer les Alliés sur les défenses ennemies et à recruter des guides pour les avant-gardes. Ces armes sont distribuées dans le réseau commandé par Loulou Pietri, qui opère en Ille-et-Vilaine, dans le sud de la Manche et la Mayenne, particulièrement vers les groupes de Saint-Hilaire-du-Harcouët, d'Avranches et de Brécey. En juin 1944, Fougerolles-du-Plessis eut donc le redoutable honneur d'être choisi par les Alliés comme centre de parachutage. En une semaine, 39 tonnes d'armes furent parachutées dans le champ de Panama. Après le débarquement, le commandant britannique J. B. Hayes, dit Éric, a été parachuté avec une mission spéciale (préparation de la percée d'Avranches après le débarquement).

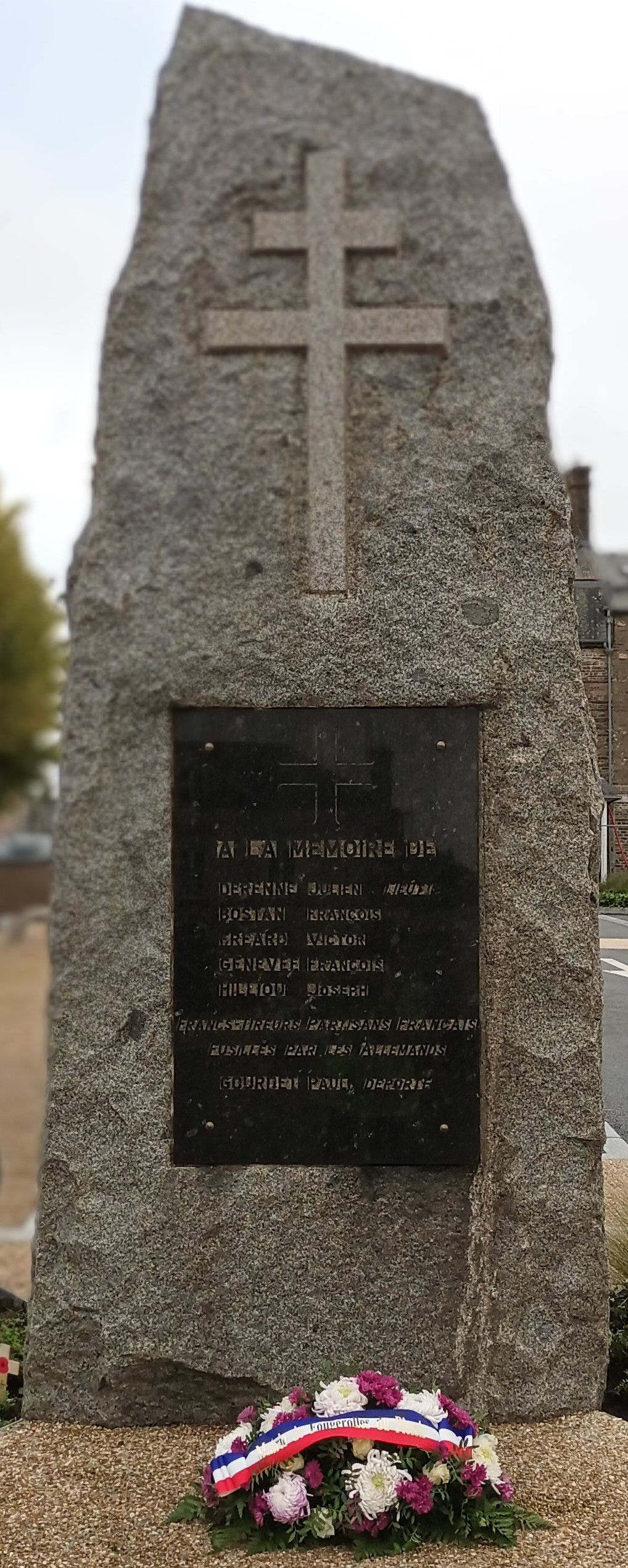
Mémorial de la résistance à Fougerolles

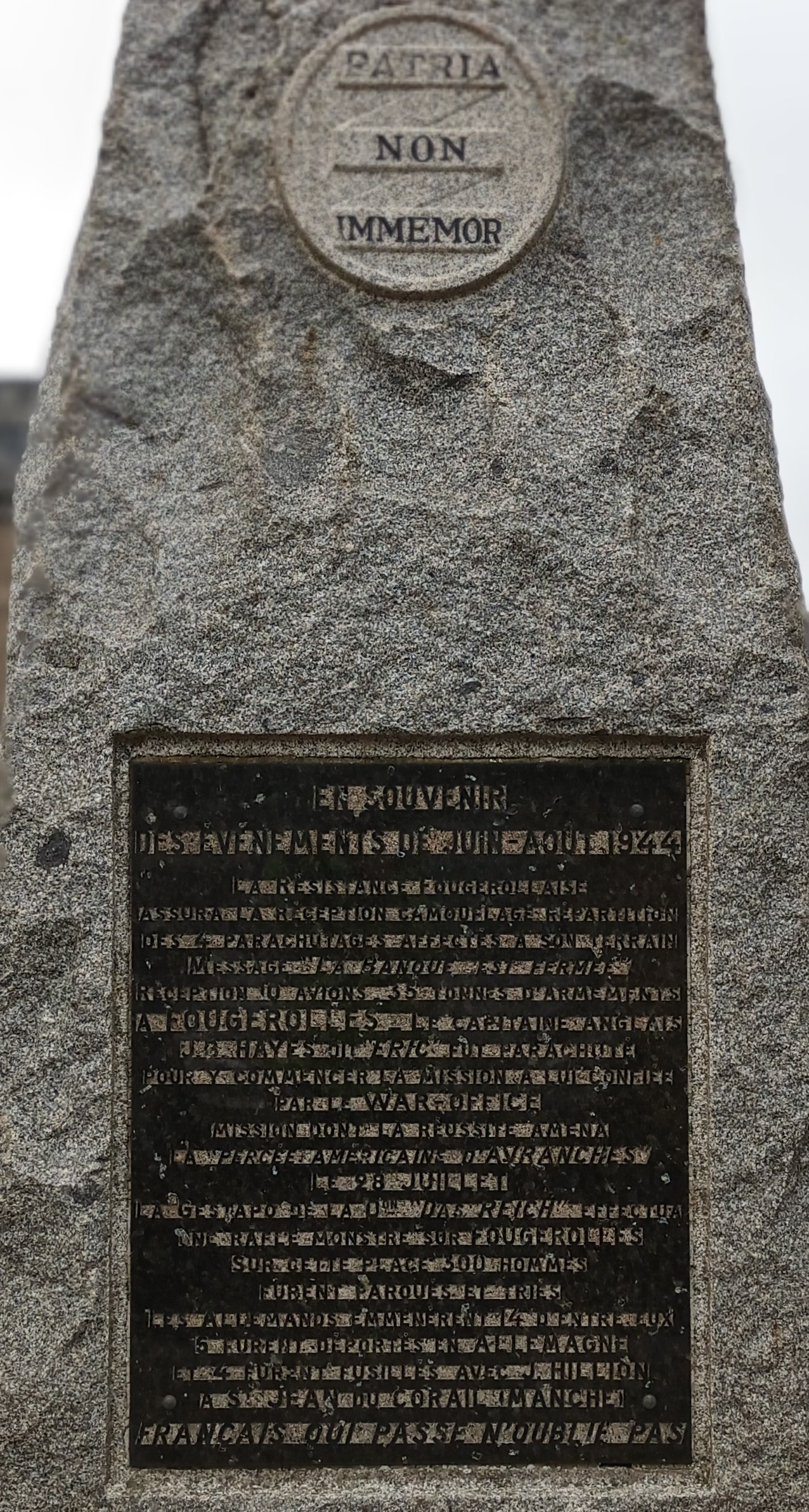
Le dos du mémorial de la résistance à Fougerolles.

Le 28 juillet 1944, un bataillon d'éléments SS de la 2e division SS Das Reich, conduit par les miliciens Fernandez et Albert Lenourry, cerne le village de Fougerolles-du-Plessis. Les hommes de 16 à 50 ans sont rassemblés sur la place de l'Église. Des recherches sont effectuées en campagne. Quatorze hommes sont faits prisonniers et emmenés par les Allemands. Quatre d'entre eux seront exécutés le 31 juillet 1944 au château de Bourberouge à Saint-Jean-du-Corail.
Au début d'août 1944, le groupe de résistance de Fougerolles, commandé par Jules Linais, procède à des opérations de patrouilles, de nettoyage et de liaison avec les lignes américaines. Sept hommes de ce groupe participent avec la 2e DB du maréchal Leclerc à la Libération de Paris.
Pendant la Seconde Guerre mondiale. trente-trois enfants juifs sont cachés à Fougerolles. Plusieurs habitants, Victor et Germaine Lefèvre, Joseph et Marie-Louise Triguel sont reconnus comme Justes parmi les nations par Yad Vashem. Une plaque commémorative a été remise à la mairie.

## Politique et administration

### Jumelages
- Abbeyleix (Irlande)

## Population et société

### Démographie
L'évolution du nombre d'habitants est connue à travers les recensements de la population effectués dans la commune depuis 1793. Pour les communes de moins de 10 000 habitants, une enquête de recensement portant sur toute la population est réalisée tous les cinq ans, les populations de référence des années intermédiaires étant quant à elles estimées par interpolation ou extrapolation. Pour la commune, le premier recensement exhaustif entrant dans le cadre du nouveau dispositif a été réalisé en 2008.
En 2022, la commune comptait 1 186 habitants, en évolution de −3,42 % par rapport à 2016 (Mayenne : −0,73 %, France hors Mayotte : +2,11 %).
| 1793  | 1800  | 1806  | 1821  | 1831  | 1836  | 1841  | 1846  | 1851  |
| ----- | ----- | ----- | ----- | ----- | ----- | ----- | ----- | ----- |
| 1 814 | 1 702 | 2 005 | 2 240 | 2 301 | 2 324 | 2 376 | 2 408 | 2 512 |

| 1856  | 1861  | 1866  | 1872  | 1876  | 1881  | 1886  | 1891  | 1896  |
| ----- | ----- | ----- | ----- | ----- | ----- | ----- | ----- | ----- |
| 2 543 | 2 634 | 2 603 | 2 521 | 2 559 | 2 447 | 2 468 | 2 505 | 2 444 |

| 1901  | 1906  | 1911  | 1921  | 1926  | 1931  | 1936  | 1946  | 1954  |
| ----- | ----- | ----- | ----- | ----- | ----- | ----- | ----- | ----- |
| 2 425 | 2 293 | 2 211 | 1 917 | 1 862 | 1 791 | 1 852 | 1 773 | 1 735 |

| 1962  | 1968  | 1975  | 1982  | 1990  | 1999  | 2006  | 2008  | 2013  |
| ----- | ----- | ----- | ----- | ----- | ----- | ----- | ----- | ----- |
| 1 673 | 1 701 | 1 645 | 1 773 | 1 745 | 1 566 | 1 427 | 1 387 | 1 281 |

| 2018  | 2022  | - | - | - | - | - | - | - |
| ----- | ----- | - | - | - | - | - | - | - |
| 1 183 | 1 186 | - | - | - | - | - | - | - |

## Culture locale et patrimoine

### Lieux et monuments

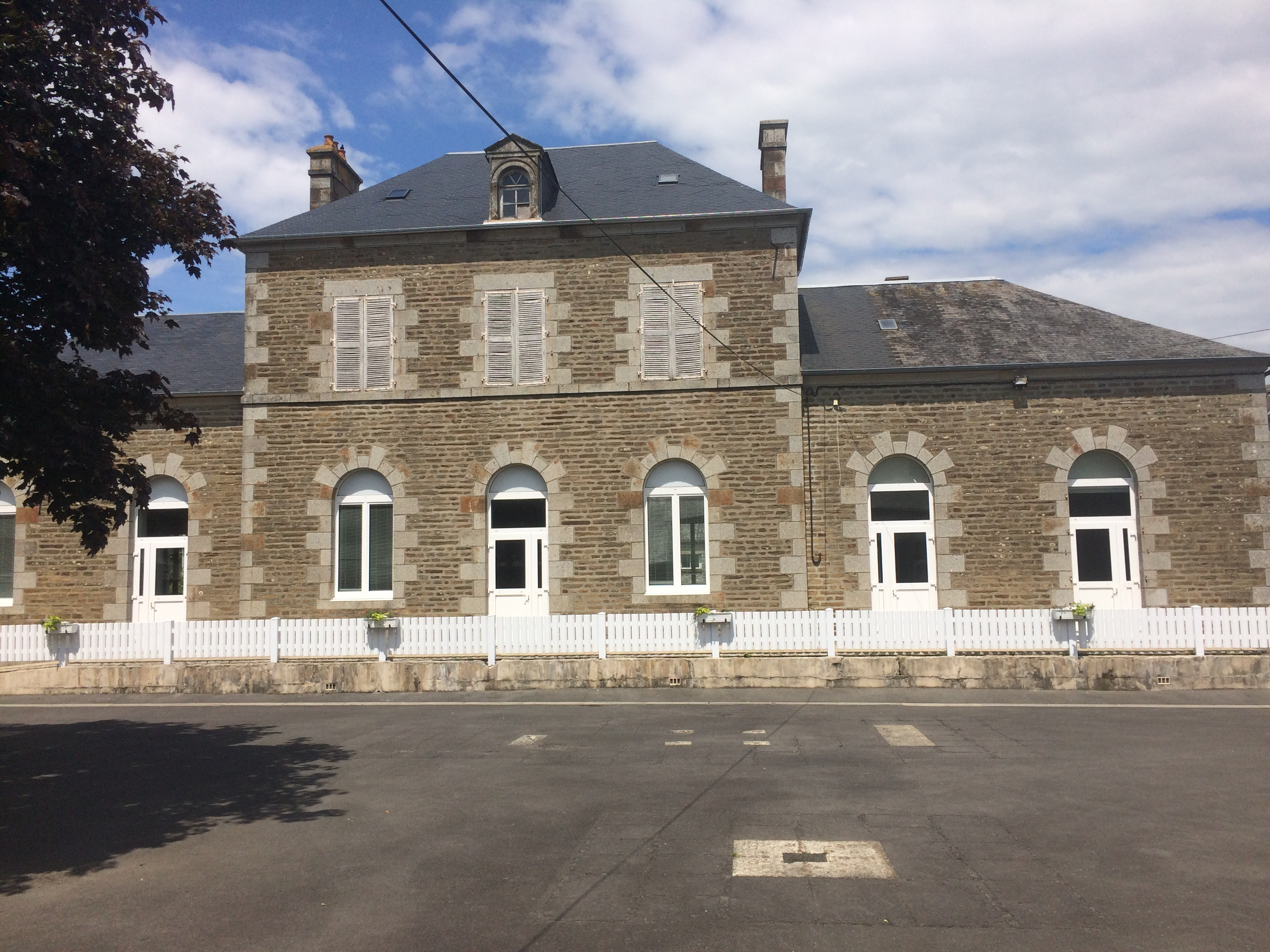
L'école publique.

- L'église de l'Immaculée-Conception, remaniée en 1863 à l'aide des ruines de l'abbaye de Savigny-le-Vieux, se trouvant à quelques kilomètres.
- L'hôpital, fondé en 1708 avec une douzaine de lits, il fut l'un des tout premiers hôpitaux de la région. Il était doté de plusieurs fermes dans la paroisse qui lui assuraient une partie de ses revenus. Aujourd'hui devenu maison de retraite municipale, les pensionnaires ne sont toutefois plus logés dans les vieux bâtiments de granit qui n'abritent plus que des lieux de vie commune et une chapelle.
- Le château de Goué, édifié à partir du XVIe siècle, il fut avec celui de la Hautonière, l'une des deux demeures des nobles qui avaient droit de servage sur la commune et leurs habitants jusqu'à la Révolution.
- Le château de la Hautonière, le plus ancien de la commune dont il ne reste plus que l'emplacement. Ruiné, les pierres furent vendues entre les deux guerres mondiales à des amateurs américains, qui s'en firent là-bas une demeure d'exception. Dès le XVIIIe siècle la famille de la Hautonière « émigra » à Saint-Ellier-du-Maine où ils firent construire la malouinière de la Pihoraye.
- Le château de Clairefontaine, demeure bourgeoise du XIXe siècle, lieu de naissance de Marin-Marie.
- Le manoir de la Barbottière, que fit construire Jean-Batiste Letourneux vers 1775. Celui-ci fut l'un des députés à l'assemblée constituante de 1789 à 1791.
- La chapelle Sainte-Geneviève au lieu-dit la Bigottière, date de 1639. Elle a été construite pas Michel Dodard, originaire de la Bigottière et chanoine de Saint-Merry[33].
- Le bâtiment de l’école laïque de garçons a été édifié en 1863. L’architecte, M. Tarentaine, a construit le bâtiment en granit et en schiste. Le bâtiment est occupé en 2018 par des associations de la commune[34].

### Personnalités liées à la commune
- Jean-Baptiste-Michel Ouvrard de La Haie (1741 à Fougerolles-1821), prêtre contre-révolutionnaire et piètre écrivain, il disposait peu avant la prise de la Bastille pour la cure de Fougerolles de huit vicaires. Il était surnommé « le petit évêque de Fougerolles »
- Sylvain Auguste de Marseul (né en 1812 à Fougerolles-1890), entomologiste (histéridologue).
- Marin-Marie Durand Coupel de Saint Front (1901 à Fougerolles-1987), matelot il accompagne le commandant Charcot dans ses expéditions, celui-ci le surnomme « Maran-Durin », puis navigateur, il traverse l'Atlantique en solitaire sur l'Arielle en 1936 et devient peintre de la Marine. On lui doit notamment le Pourquoi-pas que l'on peut voir au musée de la Marine à Paris. Le 20 septembre 1936, Marin-Marie offre une de ses peintures à la commune de Fougerolles-du-Plessis, ce tableau représente un grand voilier évoluant en pleine tempête. Marin Marie y a apposé une longue dédicace. Le tableau est exposé à la mairie[35].
- Paul Laizé (1905 à Fougerolles-1988), religieux.

### Héraldique
|  | Les armes de la commune se blasonnent ainsi : D'or au lion de gueules au chef d'azur chargé de 3 parachutes d'argent. |

## Pour approfondir